# Konrad Anton Zwierlein
Konrad Anton Zwierlein, médecin allemand, né le 13 juin 1755 à Brückenau, en Franconie, fut médecin des eaux minérales de cette ville et membre de plusieurs académies. Il mourut à Fulde le 26 avril 1825. 
Les écrits qu'il a publiés sont principalement relatifs aux différentes eaux thermales. On a de lui en outre : 
1. l'Usage du lait de chèvre, Stendal, 1816 ; réimprimé en 1821 avec une seconde partie ;
2. Moyen efficace et facile de conserver sa santé et de prolonger sa vie, Fuide, 1812, réimprimé en 1823 ;
3. le Chêne d'Allemagne, son fruit, et méthode pour l'employer utilement dans la médecine, d'après une expérience de quarante-huit ans, Leipzig, 1824.